# Pseudodeltote
Pseudodeltote là một chi bướm đêm thuộc họ Noctuidae.